# Papillon (książka)
Papillon – autobiograficzna książka francuskiego pisarza Henriego Charrière’a z 1969 roku. W samej Francji sprzedała się w ponad milionie egzemplarzy. Na jej podstawie w 1973 i 2017 roku nakręcono filmy.
W Polsce książka ukazała się w przekładzie Wojciecha Gilewskiego pod tytułem oryginału – Papillon, natomiast film z 1973 roku funkcjonuje w tym kraju jako Papillon albo Motylek.

## Fabuła

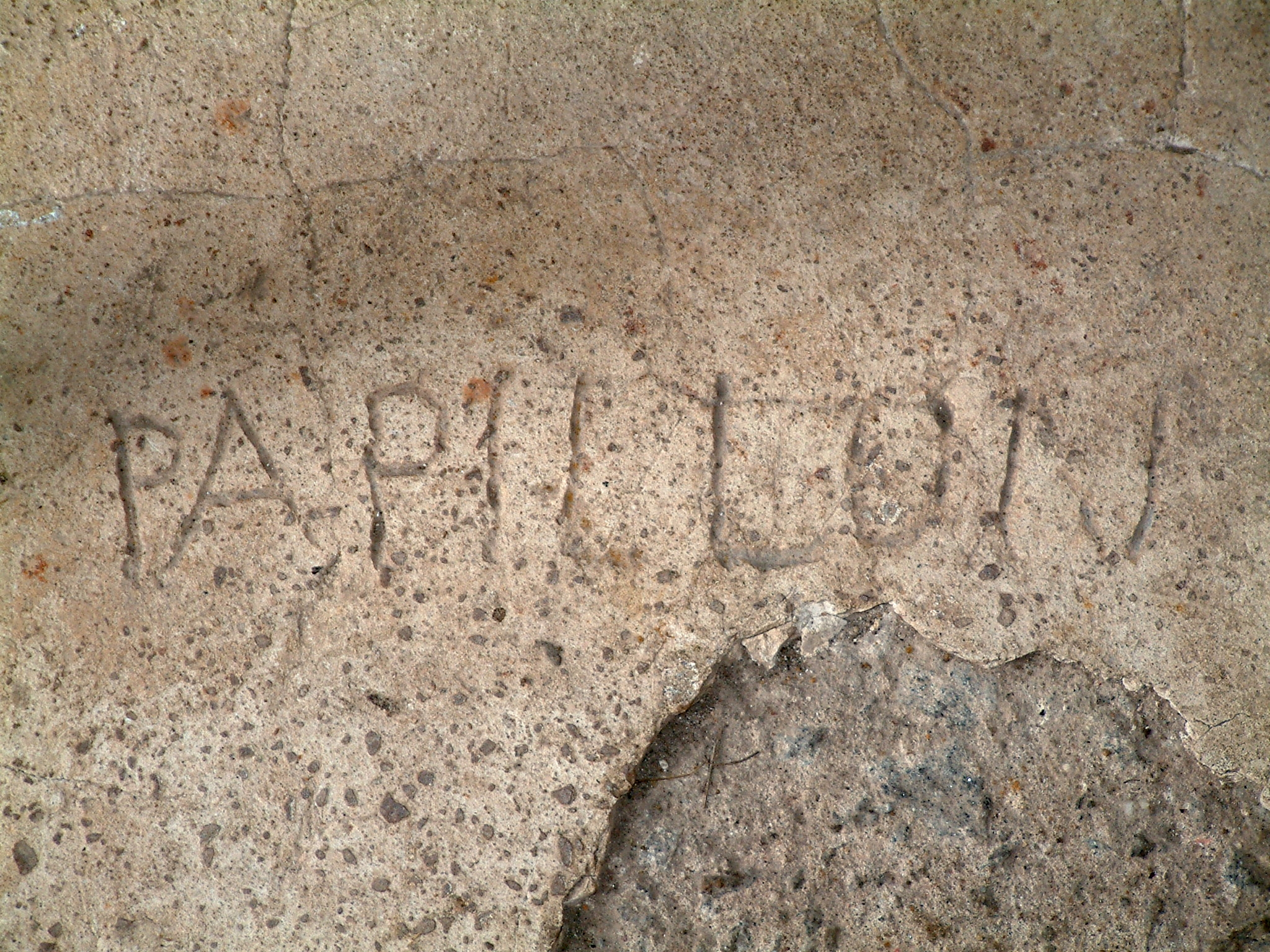
Napis wyryty na ścianie więzienia w Saint-Laurent-du-Maroni

Książka jest zapisem doświadczeń pisarza, który w 1931 roku został niesłusznie oskarżony o morderstwo i skazany na dożywotnie zesłanie do „zielonego piekła” kolonii karnej na Wyspie Diabelskiej w Gujanie Francuskiej. Trafił tam po krótkich pobytach w więzieniach w Caen i Saint-Laurent-du-Maroni. W 1933 roku udało mu się, wraz z kilkoma innymi osobami, uciec przez Trynidad i Curaçao do Ríohacha w Kolumbii. Jednak został ponownie zatrzymany i przetransportowany do więzienia, skąd po kilku dniach zbiegł do La Guajiry.
Bohater powieści nosi takie samo nazwisko jak autor – Henri Charrière. W paryskim środowisku przestępczym nazywano go Papillon, czyli Motyl(ek), gdyż nigdy nie było go tam, gdzie go szukano, pojawiał się nieoczekiwanie i znikał niepostrzeżenie.
Henri nie godzi się ze swym losem, z niewiarygodną pomysłowością planuje i przygotowuje ucieczki. Zdumiewa jego upór i wytrwałość w dążeniu do celu. Nie poddaje się nawet wówczas, gdy kolejna próba kończy się niepowodzeniem. Dopiero po 13 latach ostatecznie wygrywa, a jego ojczyzną z wyboru staje się Wenezuela.

## Ekranizacje
W 1973 roku na kanwie książki nakręcony został film Papillon w reżyserii Franklina J. Schaffnera. Główne role zagrali Steve McQueen i Dustin Hoffman.
W 2017 roku powstał film Papillon w reżyserii Michaela Noera z Charliem Hunnamem w roli Henriego Charrière'a.